# Смерть на закате (фильм)
«Смерть на закате» (англ. Dead By Sunset) — американский триллер 1995 года. Фильм снят по одноимённому бестселлеру Энн Рул.

## Сюжет
Женщина-доктор знакомится с привлекательным и обеспеченным мужчиной и через некоторое время выходит за него замуж. Однако она и не подозревает о страшном прошлом своего мужа: он издевался над своей первой женой и бил детей, а когда она попыталась уйти от него — убил её…

## В ролях
| Актёр          | Роль                  |
| -------------- | --------------------- |
| Кен Олин       | Брэд Каннингем        |
| Линдсей Фрост  | Сара Гордон           |
| Аннетт О’Тул   | Шерил Китон Каннингем |
| Джон Терри     | Майк Шинн             |
| Салли Мёрфи    | Сьюзан Китон          |
| Титан Кроуфорд | Джесси Каннингем      |
| Коди Кроуфорд  | Майкл Каннингем       |
| Клей Мэленсек  | Филлип Каннингем      |

## Номинации и награды
- 1996 — номинация на Прайм-тайм премию «Эмми» за выдающуюся звукорежиссуру[1]